# Landvetters landskommun
Landvetters landskommun var en tidigare kommun i dåvarande  Göteborgs och Bohus län.

## Administrativ historik
När 1862 års kommunalförordningar började gälla inrättades över hela landet cirka 2 400 landskommuner, de flesta bestående av en socken. Därutöver fanns 89 städer och 8 köpingar, som då blev egna kommuner. Denna kommun bildades då i Landvetters socken i Sävedals härad i Västergötland.
Vid kommunreformen 1952 bildade den storkommun genom sammanläggning med den tidigare landskommunen Härryda. Från 1971 ingår området i Härryda kommun.
Kommunkoden 1952–70 var 1401.

### Kyrklig tillhörighet
I kyrkligt hänseende tillhörde kommunen Landvetters församling. Den 1 januari 1952 tillkom Härryda församling.

## Geografi
Landvetters landskommun omfattade den 1 januari 1952 en areal av 159,00 km², varav 145,97 km² land.

### Tätorter i kommunen 1960
| Tätort     | Folkmängd |
| ---------- | --------- |
| Landvetter | 723       |
| Härryda    | 259a      |

Tätortsgraden i kommunen var den 1 november 1960 30,9 procent.

## Politik

### Mandatfördelning i valen 1950–1966
| 4 | 7 | 7 | 2 |

| 20 |

| 5 | 15 |

| 20 |

| 4 | 16 |

| 20 |

| 12 | 17 | 6 |

| 33 |

| 11 | 11 | 13 |

| 33 |

| 8 | 7 | 6 | 4 |

| 22 |

| 10 | 6 | 6 | 3 |

| 22 |

| 10 |  | 4 | 6 | 4 |

| 24 |